# Aschgraue Sklavenameise
Die Aschgraue Sklavenameise (Formica cinerea) aus der Unterfamilie der Schuppenameisen (Formicinae) gehört zur Gattung der Waldameisen (Formica) und dort zur Untergattung der Sklavenameisen (Serviformica).

## Merkmale
Die Arbeiterinnen werden 6 bis 8 Millimeter groß, die Königinnen bis zu 12 Millimeter. Formica cinerea ist schwarzgrau gefärbt, silbrig glänzend und hat rötliche Beine. Diese Art kann man leicht mit Formica fusca, Formica fuscocinerea und Formica selysi verwechseln. Die Arten der cinerea-Artengruppe sind von anderen Serviformica-Arten neben den besonders großen Augen an den abstehenden Haaren am Kopfhinterrand zu unterscheiden. Die Unterscheidung der Arten ist sehr schwierig und nur unter dem Mikroskop möglich. In südosteuropäischen Steppengebieten existieren auch verstärkt Populationen mit rötlich gefärbtem Mesosoma. Solche Populationen können auch in Mitteleuropa vereinzelt auftreten.

## Verbreitung und Lebensraum
Formica cinerea lebt in ganz Europa. Sie kommt von Spanien bis ins westliche Sibirien und von Skandinavien bis in den Balkan vor. Sie fehlt allerdings in Großbritannien. In Deutschland kommt sie überall vor, ist jedoch vor allem in Westdeutschland nur lokal verbreitet. Ihr Verbreitungsschwerpunkt liegt in Deutschland im Osten, in Mecklenburg-Vorpommern, Brandenburg, Sachsen-Anhalt und Sachsen.
Formica cinerea ist eine typische Pionierart neu geschaffener, vegetationsfreier Habitate wie z. B. Kiesgruben und Tagebaue, natürlicherweise wohl auf Sand- und Kiesbänken von Wildflüssen, wo sie enorme Dichten bis zu einer Kolonie pro 10 Quadratmeter mit knapp 2 Ausgängen pro Quadratmeter erreichen kann. Sie besiedelt auch andere xerotherme Gebiete mit sandigem oder kiesigem Boden, wie offene Sanddünen, Strandbereiche und Kiefernwälder. Sie fehlt bei durchgängig geschlossener Bodenvegetation, selbst in wärmebegünstigten Trockenrasen. Zum Nestbau werden auch besonnte Plätze genutzt, jedoch werden schattige Orte bevorzugt. Als thermophile Art trifft man sie vor allem in Gebieten mit mildem Klima an.

## Biologie
Die Nester sind einfache Bodennester. Es können sich bis zu 30 cm lange Rampen an den Nestausgängen bilden, ähnlich einer "Tiefgaragenausfahrt". Daran schließen sich manchmal bis zu 2 Meter lange vertiefte Trampelpfade an, die dann meist als Verbindung zu anderen Nestern dienen. Die Nestgründung erfolgt claustral. Die Schwärmzeit reicht von Juni bis August. Formica cinerea ernährt sich zoophag von Insekten und Spinnentieren, aber auch trophobiotisch von Honigtau. Sie jagt auch in den Baumkronen, z. B. Schmetterlingsraupen. Formica cinerea hält von Oktober bis März eine Winterruhe. Diese Art ist sehr aggressiv und wird daher kaum von anderen Ameisenarten als Wirtsart verwendet. Bei direkten Begegnungen im Lebensraum ist sie aber Waldameisen (Formica s. str.) gegenüber unterlegen und meidet von diesen besiedelte Habitate. Als Anpassung an offene Lebensräume besitzt diese Art ein gutes Sehvermögen und kann sehr schnell laufen. Formica cinerea fouragiert bis mindestens 100 Meter Entfernung zum Nest.
Die Kolonien sind monogyn bis mäßig polygyn, wobei es nach genetischen Untersuchungen große Unterschiede zwischen verschiedenen Lokalpopulationen gibt.
Formica cinerea ist eine Wirtsart der Raupen des Idas-Bläulings Plebejus idas.

## Gefährdung
Formica cinerea steht in vielen Gebieten auf den Vorwarnlisten.

## Systematik
Formica cinerea bildet zusammen mit Formica fuscocinerea, Formica selysi, Formica georgica und Formica corsica die Formica-cinerea-Gruppe innerhalb der Sklavenameisen.

### Synonyme
Folgende Namen sind jüngere Synonyme für Formica cinerea:
- Formica cinerea var. imitans Ruzky, 1902
- Formica cinerea var. armenica Ruzky, 1905
- Formica cinerea var. subrufoides Forel, 1913
- Formica cinerea var. cinereoglebaria Kulmaticky, 1922
- Formica cinerea var. iberica Finzi, 1928
- Formica cinerea var. italica Finzi, 1928
- Formica cinerea var. novaki Kratochvil, 1941
- Formica balcanina Petrov & Collingwood, 1993